# Lapplands läns vapen
Lapplands läns vapen fastställdes för Lapplands län i samband med att länet bildades, ändrades vid finska länsreformen 1997 (trots att Lapplands län inte geografiskt påverkades av denna reform) och upphörde med utgången av år 2009, då Finlands indelning i län avskaffades. 

Lapplands läns vapen till 1997.
Lapplands läns vapen 1997–2009.

Vapnet var sammanställt av vapnet för det historiska landskapet Lappland och en heraldisk förkortning av vapnet för det historiska landskapet Österbotten. Ovanpå skölden fanns efter 1997 en hertiglig rangkrona, trots att såväl Lappland som Österbotten sedan 1500-talet har haft en grevlig krona på sina landskapsvapen. Denna historiska anomalitet berodde förmodligen på att man då på 1990-talet tyckte att alla länsvapen skulle ha samma krona.

## Länsflagga
Skölden har även förekommit som vapenflagga för Lappland.